# Hermann Walch
Hermann Ewald Robert Walch (* 31. Mai 1906 in Hildesheim; † 29. April 1945) war ein deutscher politischer Aktivist, SA-Führer, zuletzt im Rang eines SA-Brigadeführers, und ehrenamtliches Mitglied des Volksgerichtshofes.

## Leben und Tätigkeit

### Früher Werdegang
Walch war der Sohn eines Architekten, der bis 1912 als Professor an der Baugewerksschule in Höxter an der Weser lehrte. Sein Urgroßvater war der Komponist Robert Schumann. Nach dem Schulbesuch, den er mit dem Abitur an einem Gymnasium abschloss, absolvierte er eine Lehre zum Zimmermann. Ergänzend dazu erhielt er bis zum Herbst 1923 Unterricht im Bereich Architektur.
Bereits in frühen Jahren begann Walch sich in den Kreisen der extremen politischen Rechten zu betätigen: Als Vierzehnjähriger schloss er sich 1920 dem Deutsch-Völkischen Schutz- und Trutzbund in Höxter an. Nach dem Verbot dieses Verbandes wurde er Mitglied der Knappschaft und dann Jungmann im Jungdeutschen Orden, den er jedoch verließ als dieser angeblich in ein „antinationales Fahrwasser“ geriet.

### Laufbahn in der NS-Bewegung bis 1933
Im Sommer 1923 trat Walch in den Bismarckbund ein und kurz danach wurde er zum 1. Oktober 1923 Mitglied der NSDAP – er war damit eines der ersten zehn Parteimitglieder der Partei in seiner Heimatstadt. Nach dem Verbot der NSDAP im Anschluss an die Ereignisse des Hitler-Putsches vom November 1923 schloss er sich mit einigen Gesinnungsgenossen im Völkisch-Sozialen Block zusammen.
Im November 1928 kam Walch nach Berlin, wo er eine Stellung als Bauführer in Berlin-Tempelhof annahm. Später übte er denselben Beruf in Berlin-Schöneberg aus. Der NSDAP gehörte er dort in der Sektion Schöneberg an, für die er zunächst als Zellenobmann und Organisationsleiter tätig war.
In Berlin begann Walch 1928 auch aktiv im Straßenkampfverband der NSDAP, der Sturmabteilung (SA), zu betätigen: Vom 1. November 1928 bis 1. Juli 1929 gehörte er dem SA-Sturm 15, von Oktober 1929 bis März 1931 dem Sturm 9, von März 1931 bis April 1931 dem Sturmbann II/2 und von April 1931 bis 16. Mai 1931 erneut dem Sturm 9 an. Als SA-Mitglied beteiligte Walch sich in diesen Jahren insbesondere an gewaltsamen Auseinandersetzungen der SA mit den Organisationen der Sozialdemokraten und der Kommunisten in Schöneberg.
Im Gefolge des Stennes-Putsches vom April 1931 stieg Walch in führende Stellungen in der SA auf: Von Mai 1931 bis zum 15. September 1931 stand Walch als Führer an der Spitze des SA-Sturms 9, um dann von September 1931 bis zum 10. April 1933 den Sturmbann III/21 zu führen und gehörte somit zur SA-Gruppe Berlin-Brandenburg.
Einer Beschuldigung des Spandauer SA-Chefs Gottlieb Rösner aus dem Jahr 1935 zufolge soll Walch sich im April 1931 beim Aufstand von Teilen der Berliner SA gegen die Münchener Parteiführung während des sogenannten Stennes-Putsches in einer „führenden Rolle“ beteiligt haben. Nach der Niederschlagung der Stennes-Revolte soll er sich zeitweise zurückgezogen haben, um bald danach von Karl Ernst, der zu dieser Zeit als Adjutant bzw. Stabsführer der Berliner SA amtierte, eine neue Verwendung erhalten zu haben. Im September 1931 erhielt Walch jedenfalls das Kommando über den SA-Sturmbann III/2.

### Leben im NS-Staat
Kurz nach dem Machtantritt der Nationalsozialisten im Frühjahr 1933 wurde Walch im März 1933 zum Führer der neuaufgestellten SA-Standarte 18 ernannt, die er de facto bis zu den Ereignissen des Röhm-Putsches vom Sommer 1934, formal bis zum 31. Juli 1934, führte. In dieser Stellung stand Walch unter anderem in direktem persönlichen Kontakt zum Berliner Gauleiter Joseph Goebbels, der ihn unter anderem in sein Vorgehen gegen seinen Gegner Hans Reupke einbezog.
Ebenfalls 1934 wurde Walch als eines von dreiundzwanzig ehrenamtlichen Mitgliedern des ersten Senats des nationalsozialistischen Volksgerichtshofes berufen. Nach Eberhard Taubert war er damit das zweitjüngste ehrenamtliche Mitglied dieser Körperschaft.
Nach dem allgemeinen Stellenrevirement in der Berliner SA im Gefolge der Ereignisse des Röhm-Putsches wurde Walch im August 1934 mit der Führung der SA-Brigade 31 (Berlin-Süd) beauftragt, die er bis zum 31. März 1935 führte. Anschließend führte er vom April 1935 bis zum 14. Juni 1936 die SA-Brigade 28. Mit der Beförderung zum SA-Brigadeführer im November 1935 erreichte er seinen höchsten SA-Rang.
In den folgenden Jahren leitete Walch ein Strafgefangenenlager. In der SA hatte er seit Oktober 1936 formal die Stellung eines Führers z.V. der Brigade 29 inne.
Ab 1942 nahm Walch als Offizier am Zweiten Weltkrieg teil. Er starb unmittelbar vor Kriegsende bei Kampfhandlungen. Sein Grab befindet sich auf der Kriegsgräberstätte in Nusplingen.

## Beförderungen
Beförderungen in der SA
- 2. Juli 1929: SA-Scharführer
- 16. Mai 1931: SA-Sturmführer
- 8. März 1931: SA-Sturmbannführer
- 16. September 1931: SA-Obersturmbannführer
- 15. Juni 1933: SA-Standartenführer
- 9. Juni 1934: SA-Oberführer
- 9. November 1935: SA-Brigadeführer

## Nachlass
Im Bundesarchiv haben sich Personalunterlagen zu Walch erhalten. Namentlich finden sich im Bestand des ehemaligen Berlin Document Center eine Akte mit Parteikorrespondenz und eine SA-Personalakte zu Walch (SA-Mikrofilm 298-B, Bilder 943–954).